# Refuge de la Selle
Das Refuge de la Selle ist eine Schutzhütte im Pelvoux, im Tal des Teufels, mit Blick auf das Tal von Vénéon.

## Zugänge
Die Hütte ist über einen Pfad vom Weiler Prés (1639 m, Gemeinde Saint-Christophe-en-Oisans) aus über das Tal des Teufels erreichbar.

## Geschichte
Die Société des Touristes du Dauphiné errichtete 1878 eine erste steinerne Hütte mit 10 Plätzen. Sie wurde 1934 durch eine neue Schutzhütte mit 16 Plätzen ersetzt, die heute als Winterunterkunft genutzt wird. Ein Nebengebäude wird 1948 hinzugefügt. Die heutige Hütte wurde 1970 erbaut und 1995–1997 erweitert.

## Umliegende Gipfel
- Col du Replat, von der Nord- und Südseite besteigbar
- Le Râteau, West- und Ostgipfel
- Col de la Lauze
- Pointe Thorant
- Pointe d’Amont